# Мейпариани, Вано Васильевич
Вано (Валерий) Васильевич Мейпариани (1903—1974) — директор оборонных заводов, Герой Социалистического Труда.

## Биография
Родился 22 декабря 1903 года в Елизаветполе (ныне Гянджа, Азербайджан) в семье рабочего-железнодорожника.
Окончил Тифлисский химический техникум (1922) и Тифлисский политехнический институт. Работал в Управлении Закавказской железной дороги контролером, председателем комсомольского клуба Ленрайона Тбилисской организации ВЛКСМ (1924—1925), секретарем райкома комсомола (1925—1927).
В 1927 году вступил в ВКП(б) и был направлен на партийную работу: зав. орготделом, секретарь райкома партии, ответинструктор ЦК КП(б) Грузии, зав. орготделом горкома, зав. отделом партстроительства ЦК КП(б) Грузии.
В 1932 году окончил курсы марксизма-ленинизма при ЦК ВКП(б).
С ноября 1933 по февраль 1935 года первый секретарь Ходжентского (Ленинабадского) горкома КП(б) Таджикистана.
В 1935—1939 первый секретарь Ольгинского райкома ВКП(б) (Дальневосточный край).
В 1940—1941 гг. директор Всесоюзного лагеря «Артек».
С июля 1941 по октябрь 1942 г. начальник завода № 377 Наркомата боеприпасов (НКБ). С ноября 1942 по апрель 1943 г. начальник опергруппы НКБ по обеспечению боеприпасами Закавказского фронта. С апреля по октябрь 1943 г. директор завода № 611 НКБ.
7 октября 1943 г. назначен директором Брянского химического завода (пос. Сельцо Брянской области), которым руководил более 30 лет. Избирался делегатом XXII съезда КПСС, членом ЦК компартии Таджикистана, членом ЦИК Таджикской ССР.
С января 1974 г. на пенсии. Умер 11 апреля 1975 года после тяжелой продолжительной болезни.

## Награды
- Герой Социалистического Труда (20.12.1973)
- три ордена Ленина
- орден Октябрьской революции
- орден Красной Звезды
- орден «Знак Почёта»
- медали.